# Dísticos de Catón

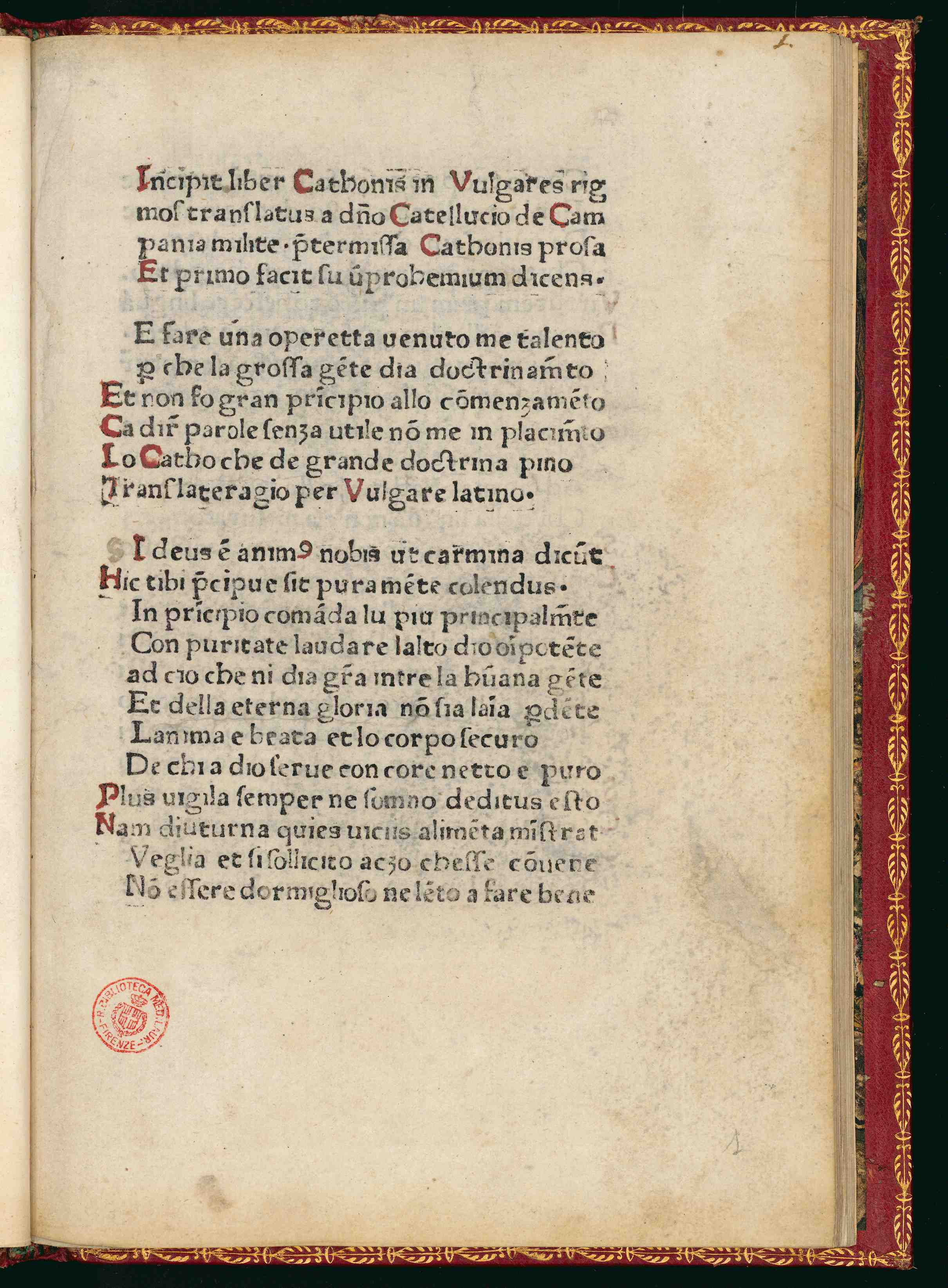
El principio de una 1475 edición de 1475 de las Distichs de Caton (Incipit liber Cathonis in vulgares)

Los Dísticos de Catón (latín: Catonis Disticha, Más famosamente conocido simplemente como Catón), es una colección latina de sabiduría y moralidad proverbiales de un autor desconocido llamado Dionisio Catón del siglo III o IV. El Catón era el libro escolar medieval más popular para la enseñanza del latín, apreciado no solo como un libro de texto latino, sino también como una brújula moral, y era de uso común como ayuda para la enseñanza del latín en el siglo XVIII, utilizado por Benjamín Franklin. Fue uno de los libros más conocidos de la Edad Media y fue traducido a muchos idiomas.

## Antecedentes
El catón fue el libro de texto latino más popular durante la Edad Media, apreciado no solo como un libro de texto latino, sino también como una brújula moral para estudiantes impresionables. Fue traducido a muchos idiomas, incluido el nórdico.  
He know nat catoun for his wit was rude
Geoffrey Chaucer se refirió a Catón en Los cuentos de Canterbury, a través del cual los estudiantes modernos, menos versados en latín, a menudo lo encuentran por primera vez. 
Los Dísticos de Catón se referían más comúnmente como simplemente "Catón". En la Edad Media se suponía que la obra había sido escrita por Catón el Viejo, o incluso Catón el Joven. Se suponía que Catón el Viejo había incluido tratados de la prosa en su Carmen de Moribus, pero se descubrió que esto era una adición posterior. Finalmente fue atribuido al autor anónimo Dionisio Catón (también conocido como Catunculus) del siglo III o IV, basado en la evidencia de un manuscrito discutido por Giulio Cesare Scaligero (1484-1558). Este manuscrito ya no existe, aunque Scaliger lo encontró autorizado.
En 1513 Erasmo corrigió y comentó el texto en una nueva edición propia.
Corderio hizo la traducción al francés, enriqueciéndola con comentarios sobre autores clásicos. Su trabajo estaba dirigido a niños con un resumen, versos y un análisis de la estructura. En realidad fue un tratado gramatical.
Hubo varias traducciones al español de la obra de Corderio. Desde el primero en 1490 hasta 1964, hay registros de 6 traducciones al español. Una autoridad sobre Miguel Servet, González Echeverría presentó en la Sociedad internacional para la historia de la medicina la tesis de que Servet era en realidad el autor de la traducción anónima al español de 1543 de esta obra de Corderio.
Hubo varias traducciones al inglés, una de ellas fue la de John Kingston en 1584.
Benjamin Franklin probablemente estudió a Catón cuando estaba en Boston Latin School. Cita a Catón en el Poor Richard's Almanac y creía en el consejo moral con tal fervor que tuvo problemas para imprimir la traducción de James Logan llamada Cato's Moral Distichs Englished in Couplets en 1735, la primera en las trece colonias. De su limitada necesidad en las colonias moralmente puritanas de Nueva Inglaterra, Franklin dice:
"Sería considerado un pedazo de hipocresía y ostentación farisaica en mí, si debo decir, que imprimo estos Dísticos más con miras al bien de los demás que mi propia ventaja privada: y de hecho no puedo decirlo, porque confieso, Tengo tanta confianza en la virtud y el sentido común de la gente de esta y las provincias vecinas, que espero vender una muy buena impresión ".

## Catón
Libros lege (leer libros)
"Dísticos" significa pareados cerrados, un estilo de escritura con dos líneas. Es una colección de consejos morales, cada uno compuesto por hexámetros, en cuatro libros. Catón no tiene un carácter particularmente cristiano, pero es monoteísta.

### Muestras de dísticos
2.1. Si puedes, incluso recuerda ayudar a personas que no conoces.
Más precioso que un reino es ganar amigos por amabilidad. 
2.9. No desprecies los poderes de un cuerpo pequeño;
Puede ser fuerte en el consejo (aunque) la naturaleza le niega la fuerza.
3.2. Si vives correctamente, no te preocupes por las palabras de las personas malas,
No es nuestro llamado lo que dice cada persona.